# Pécs
Pécs (maďarsky  ˈpeːʧ, česky Pětikostelí, německy Fünfkirchen, chorvatsky Pečuh, latinsky Sopianæ nebo také Quinque Ecclesiae) je župní město v jihozápadním Maďarsku v župě Baranya (její správní centrum). Spadá do euroregionu Dunaj-Dráva-Sáva. Žije tam přibližně 140 tisíc obyvatel, a je tak pátým největším maďarským městem. Pécs je sídlem biskupa římskokatolické diecéze a také sídlem univerzity. Je domovem celkem devíti národnostních menšin s vlastní samosprávou včetně Podunajských Švábů.
V roce 2010 byla Pécs vyhlášena evropským hlavním městem kultury spolu s Essenem a Istanbulem.

## Název

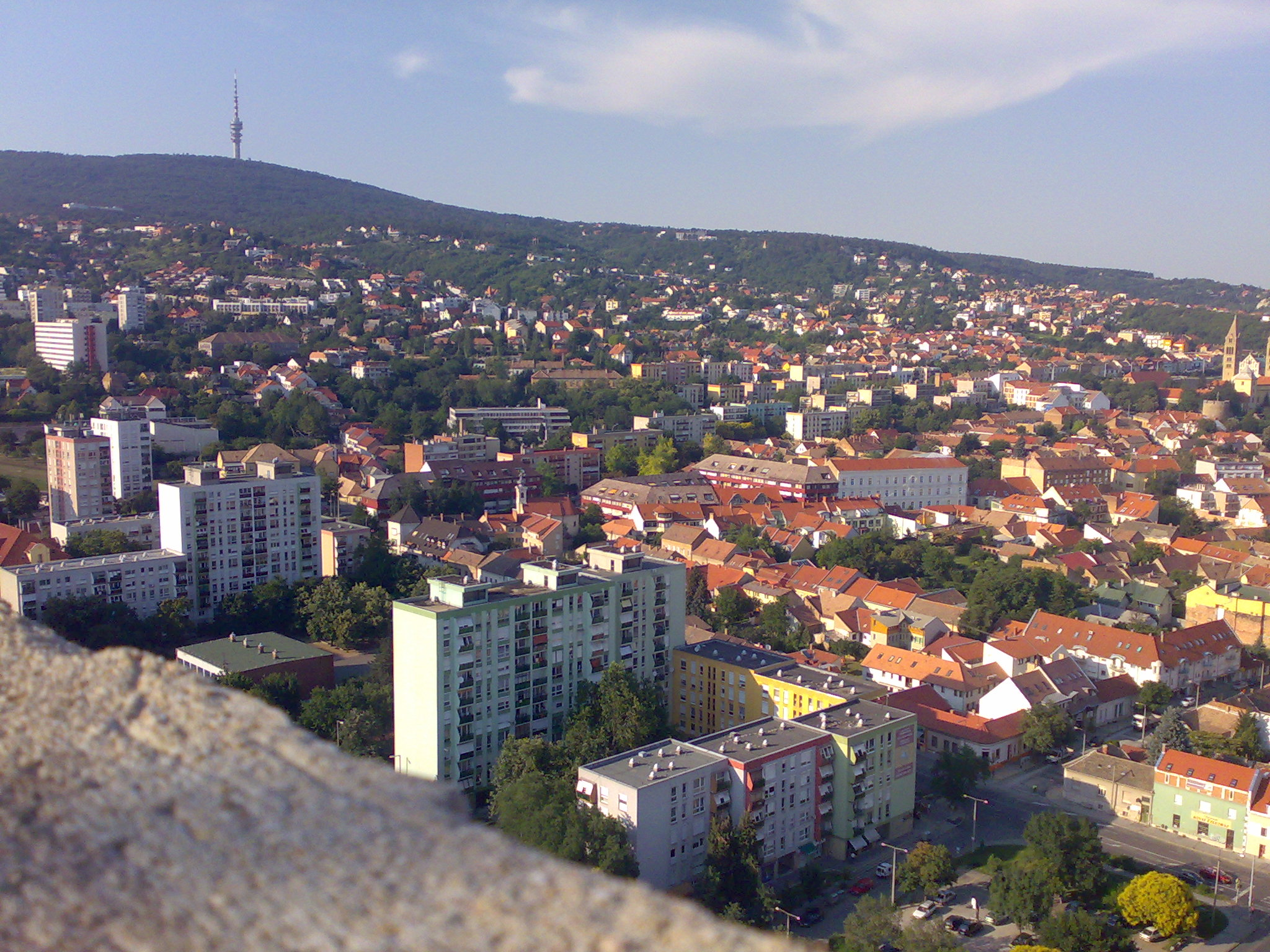
Domy v severní části města na svahu k pohoří Mecsek.

Starověký název Pécs v latině zněl Sopianæ. Kořen tohoto latinsky vytvořeného jména je sporného původu (lze předpokládat, že je původem z keltského sop, označujícího bažinu). V římských dobách totiž k jižní straně dnešního města přiléhala podmáčená až bažinatá louka. Tento dřívější předpoklad se potvrdil, když kolem roku 1980 při archeologickém průzkumu archeologové vykopali ruiny jižní části původního Sopianæ.
Maďarský název Pécs se poprvé objevuje v listině z roku 1235 v kompozitu Pechuth (tj. „Pécs ut“, Pécsská cesta), poté kolem roku 1290 jako samostatný název. Původ názvu Pécs je nejistý. Podle několika názorů je slovo Pécs etymologicky totožné s maďarským a tureckým názvem pro Vídeň, tj. Bécs. Dle jiných názorů může být slovanského původu od slova pec (obdobně třeba vznikla i Pešť nebo Peć/Peja v Kosovu. Jiný názor je ten, že název vznikl z turečtiny během období okupace podle tamní číslovky pro slovo pět, nebo zkomolením tureckým mluvčím.
Středověký latinský název města byl Quinque Ecclesiae (což znamená „pětikostelí“) a odtud je i historický český název. Jeho dřívějším předchůdcem byla verze Quinque Basilicae („pět bazilik “), která se objevuje již ve franském dokumentu z roku 871. Název odkazoval na ruiny pěti raně křesťanských kaplí ve městě. Obdobně vznikl i německý Fünfkirchen.
Maďarský název byl přejat do chorvatštiny a srbštiny jako Pečuj/Печуј z maďarštiny a zároveň tak, aby nedošlo k záměně s městem Peć na území Kosova.

## Přírodní poměry
Pécs se nachází v jižní části země, 170 km jihozápadně od Budapešti, 155 km severozápadně od Nového Sadu v Srbsku, 68 km severozápadně od Osijeku v Chorvatsku, 175 km východně od Záhřebu a 240 km jihovýchodně od Grazu (Štýrského Hradce) v Rakousku. Chorvatská hranice je vzdálená cca 40 km. Stejně daleko na východ od Pécse leží evropský veletok Dunaj.
Město se rozkládá zčásti v rovinaté krajině a zčásti na úpatí hřebene Mecsek, který představuje přirozenou severní hranici Pécse. Nadmořská výška města se tak na severu zvedá až do 500 m n. m., centrum města a jižní okraje se nachází zhruba 120–130 metrů nad mořem.
Městem neprotéká žádná větší řeka, pouze malé vodní toky (např. Pécsi-víz). Okolní krajinu tvořily historicky různé močály nebo podmáčené plochy, odkud potoky odtékají. Geografická poloha Pécsi je z klimatického hlediska mimořádně příznivá, neboť díky tomu, že město leží na hranici stále hustě zalesněné oblasti, do něj proudí často čerstvý vzduch.

## Historie

#### Raně křesťanské období
Z období raného křesťanství ve 4. století se v Pésci (v té době provinčním římském městě Sopianae) zachovala skupina staveb souvisejících s pohřbíváním zesnulých. Dochovaly se zde např. podzemní hypogea, mauzolea i zbytky kaplí a dále mnoho archeologicky cenných předmětů. Tyto památky jsou důležité jak z konstrukčního a architektonického, tak i uměleckého pohledu. Na zdech se nachází mnoho bohatě zdobených nástěnných maleb s křesťanskou tematikou výjimečné kvality. Křesťanské pohřebiště se nachází v těsné blízkosti katedrály svatých Petra a Pavla a od roku 2000 je zapsáno na seznamu světového kulturního dědictví UNESCO.

### Starověk a středověk

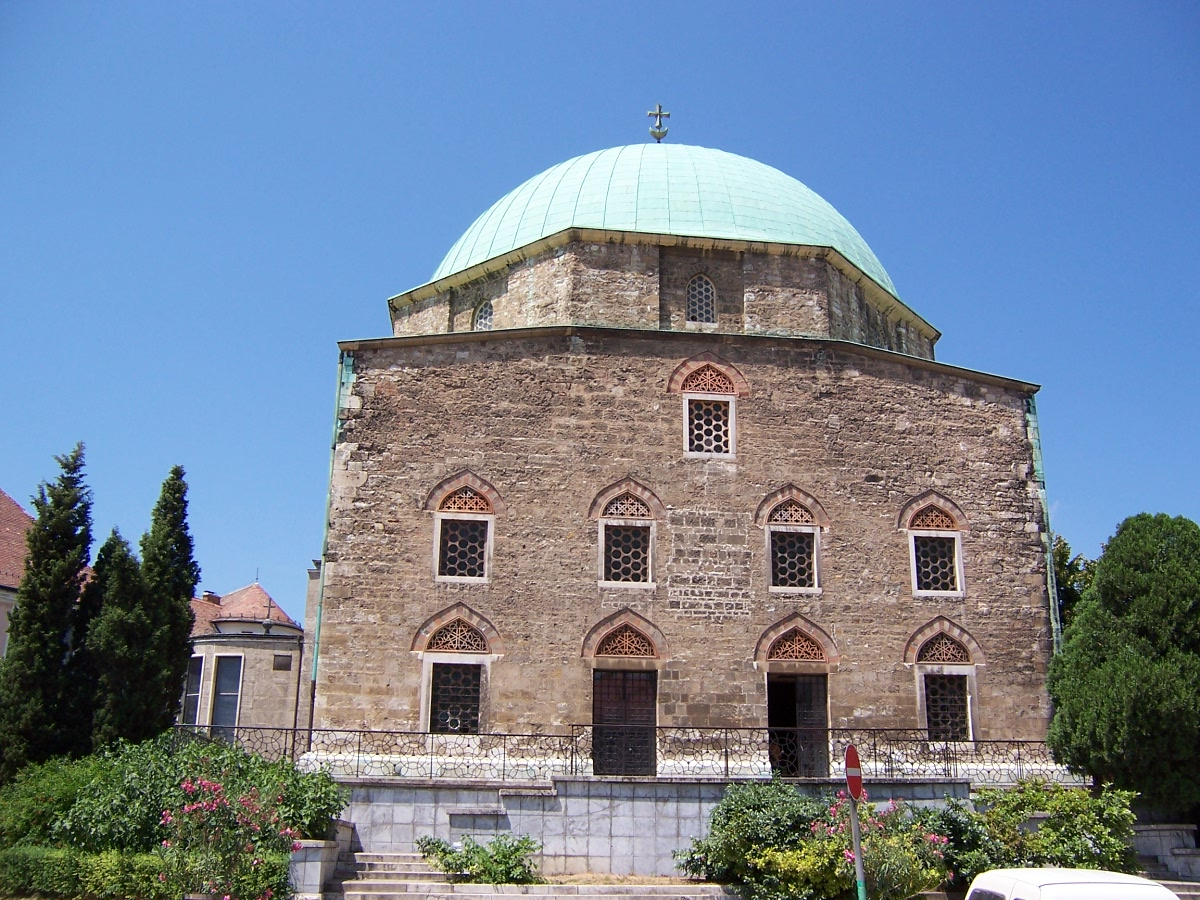
Mešita Kásima Paši z 16. století

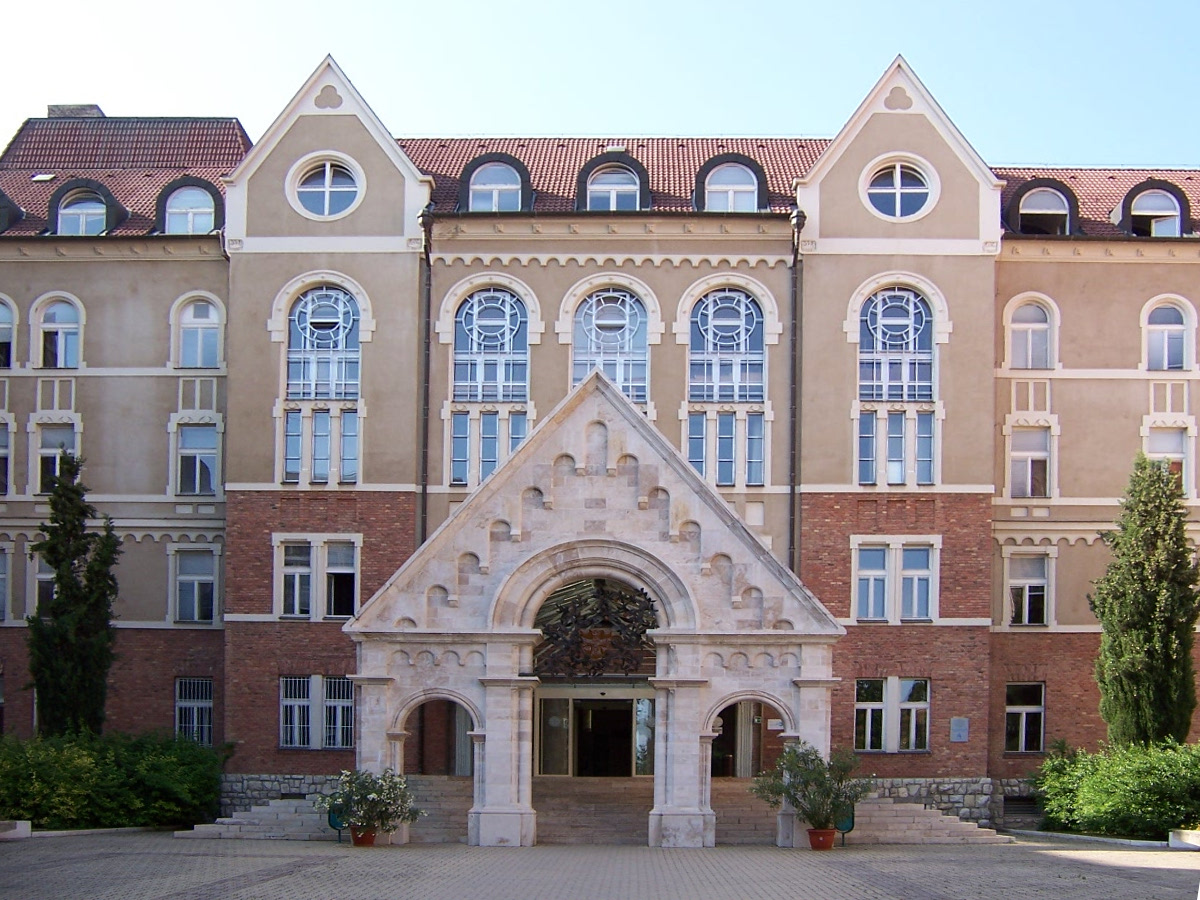
Pécsská univerzita

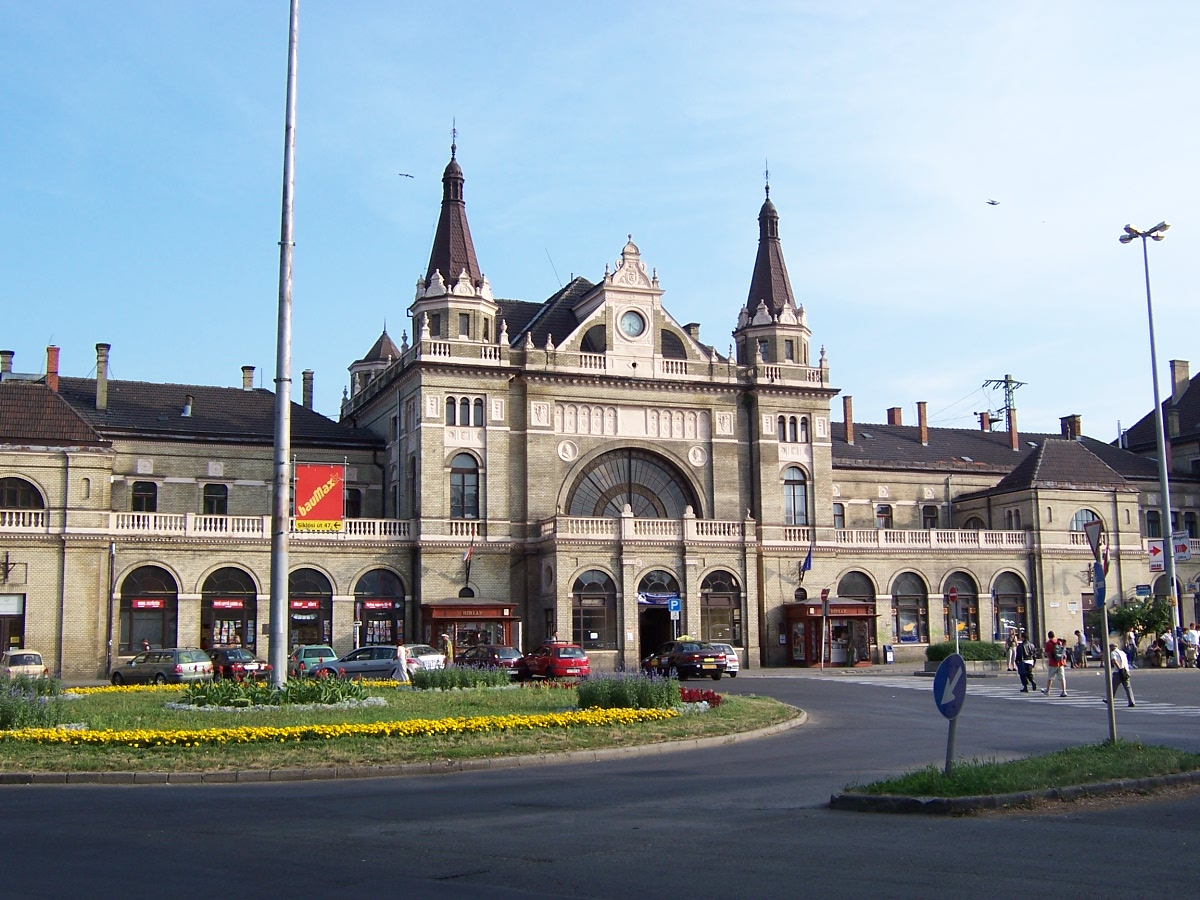
Pécsské železniční nádraží

Oblast dnešního Pětikostelí byla osídlená již odedávna, prvními doloženými obyvateli tu byli ale Keltové. Když tam přišli v 2. století Římané, našli tam již keltské kolonie, kde se pěstovalo víno. Z římských dob se dodnes dochovaly ještě části akvaduktu, nalézt lze ale i další pozůstatky římského osídlení. Nedaleko od lokality současného města se nacházela římská osada s názvem Sopianae. Později bylo centrem provincie Pannonia Valeria. Zásadní tam byly obchodní stezky, které probíhaly od severu k jihu. Ve 4. století už bylo velmi důležitým křesťanským městem. Po pádu Západořímské říše se tam během stěhování národů nastěhovali Avaři a Slované, ke svojí říši ho připojil později i Karel Veliký. V blízkosti dnešního města nějakou dobu sídlil i maďarský vojevůdce Arpád. V 11. století tam vznikl benediktýnský klášter, v 13. století tam přišli dominikáni. Po mongolském vpádu do Evropy bylo město obehnáno hradbami.
Roku 1367 tam vznikla první univerzita v Uhrách. Zlomem se stal rok 1526. Po porážce krále Ludvíka Jagellonského v bitvě u Moháče, se tam podobně jako ve většině Uherska usídlili Turci. Poté byli vyhnáni a město se na dva roky drželo ještě jako součást Uher. V té době bylo také osvobozeno od daní. V roce 1529 se do Pécse Turci na delší dobu vrátili. Přebudovali kostely na mešity, vybudovali školy koránu, lázně a bazar; město podléhalo islámskému právu šaría. Místní biskupství bylo přestěhováno do Trnavy. Město bylo z administrativního hlediska součástí Budínského elájetu, později spadalo pod elájet v Kanjiži.
Z této doby se dochovala jedna z Turky postavených mešit (Mešita Kásima Paši, později přestavěná na kostel). Kostel svatého Augustina, který se nachází severovýchodně od centra města, vznikl rovněž přestavbou mešity. Krypta v místní katedrále sloužila jako sýpka. Postaveny byly i turecké lázně (hamam), jejichž pozůstatky se dochovaly do moderní doby.
V roce 1664 nechal Mikuláš Zrinský Pécs vypálit, neboť při svém postupu si byl vědom toho, že i kdyby město úspěšně dobyl, nedokázal by je udržet před Turky.
Pécs (turecky Peçuy) byla osvobozena až po pádu Pešti (1686) a ústupu osmanských vojsk na jih. Město dobyla vojska pod vedením Ludvíka Bádenského; přerušila do opevnění dodávky vody vypuštěním kanálů a turecká posádka se následně dne 22. října 1686 vzdala.

### 18. století
Po odchodu Turků a stažení osmanské armády na linii tvořenou řekami Sáva a Dunaj byla oblast znovuosídlena. Do zničeného města přišli v roce 1688 osadníci z oblasti jižního Německa, díky čemuž se tam vytvořila početná německy mluvící komunita obklopená Maďary. Přítomní byli rovněž i jižní Slované, kteří ale osídlili okolí opevněného města. V centru Pécsi žili většinou již uvedení Němci. Maďarů byla z celkového obyvatelstva Pécsi tehdy asi čtvrtina. Během Rákócziho povstání bylo město opět ničeno, tentokrát roku 1704.
Od roku 1710, kdy skončily protihabsburské vzpoury, začalo opět prosperovat. Roku 1777 získalo od Marie Terezie dlouho vytoužený status svobodného královského města. Vznikla tam i právnická škola. O deset let později, v roce 1787, v Pécsi žilo již 8 000 lidí. Touto dobou tam také založil György Klimó první papírnu a tiskárnu. Mapy prvního vojenského mapování z konce 18. století zaznamenaly Pécs spolu s jejím městským opevněním a vznikajícími předměstími na jižní, západní a východní straně (okolo dnešních ulic Bacsy-Zsilinsky utca, Király utca a Hungária utca). Jednalo se o Siklóské předměstí, Budínské předměstí a Szigetské předměstí.

### 19. století
Roku 1839 tam bylo otevřeno první moderní divadlo. Během revolučního roku 1848 bylo obsazeno vojsky pod vedením prohabsburského chorvatského bána Josipa Jelačiće. Těžba uhlí severně od města otevřela Pécsi ohromné možnosti industrializace. Začalo se s ní na konci 18. století (v lokalitě Vasa). Ještě v první polovině 19. století bylo město etnicky smíšené a podíl všech tří národností (maďarské, jihoslovanské, německé) byl zhruba 1:1:1. Dominantní bylo nicméně římskokatolické vyznání.
V roce 1844 tam byl založen cukrovar, později železárna (jejíž vznik inicioval András Madarász). Ležela jižně od města a zaznamenávají ji mapy druhého vojenského mapování z poloviny století. Následně roku 1848 byl otevřen pivovar, ale především byla o několik let málo později (1853) zprovozněna keramička, jejíž vznik inicioval maďarský průmyslník a jehož nesla i jméno – Zsolnay. Továrna dala nakonec název i stejnojmenné městské části a stala se jedním ze symbolů města. V té době měla Pécs 18 tisíc obyvatel.
V roce 1859 tam byla zahájena tradice ve výrobě šampaňského; do přelomu století začalo město dosahovat rekordní produkce v oblasti tohoto druhu vína. Roku 1861 byla zahájena výroba kožených rukavic v Pécsi; jen o rok později tam Adolf Engel založil továrnu na parkety a další dřevěné výrobky. V roce 1867 tam József Angster založil závod na výrobu varhan. Od roku 1868 bylo město spojeno železnicí s městem Barcs a od roku 1882 rovněž i s Budapeští, což odstartovalo ještě větší rozvoj průmyslu. Vznikly velkolepé budovy jako např. poštovní úřad (dokončen roku 1878), dům obchodní a průmyslové komory (1881), soudní palác (dokončen roku 1891). V případě posledního uvedeného byl zbořen starší Oertzenův dům. Místní radnice byla dokončena v témže roce. V roce 1895 byla otevřena místní pobočka národního divadla.
Těžba uhlí přeměnila krajinu okolo města Mecsek. Do dolů byly zavedeny vlečky a vybudovány různé dělnické kolonie (např. Pécsbánya, Györgytelep, Nagybányaret apod.). Vlečky ústily na hlavní trať u obce Üszög, kde vzniklo nákladové nádraží. Uhlí se vozilo po železnici do Mohácse a odtamtud po Dunaji lodí. Rostoucí město, které vyžadovalo stále více půdy, spolu s chorobami zničilo původní vinice v podhůří pohoří Mecsek. Ty se tak přesunuly jinam, v místním hospodářství nicméně stále více udával tón průmysl než zemědělská výroba. Nejen kopce ale omezovaly město v rozšiřování, byly tomu také i bažiny jižně od něj, kde se stavět nedalo. Místní kritikové tehdy přirovnávali Pécs k Benátkám, nicméně s tím, že voda se nachází v domech a ne okolo nich.[zdroj?]

### 20. a 21. století
Pécs se dynamicky rozvíjela stejně jako řada uherských měst na přelomu století. Pokračovala dále i industrializace. V roce 1900 pracovalo v průmyslu 30 % obyvatel, roku 1910 to bylo 37 %. Do města se přirozeně sestěhovávalo obyvatelstvo z okolních regionů, a dokonce i z některých částí Chorvatska. Došlo také ke změnám i v náboženské struktuře města, která se diverzifikovala; vzrostl počet věřících různých protestantských církví na úkor římských katolíků. Přítomna tam byla i židovská komunita. Ranou tomuto rychlému rozvoji nicméně bylo vypuknutí první světové války a s tím spojených omezení.

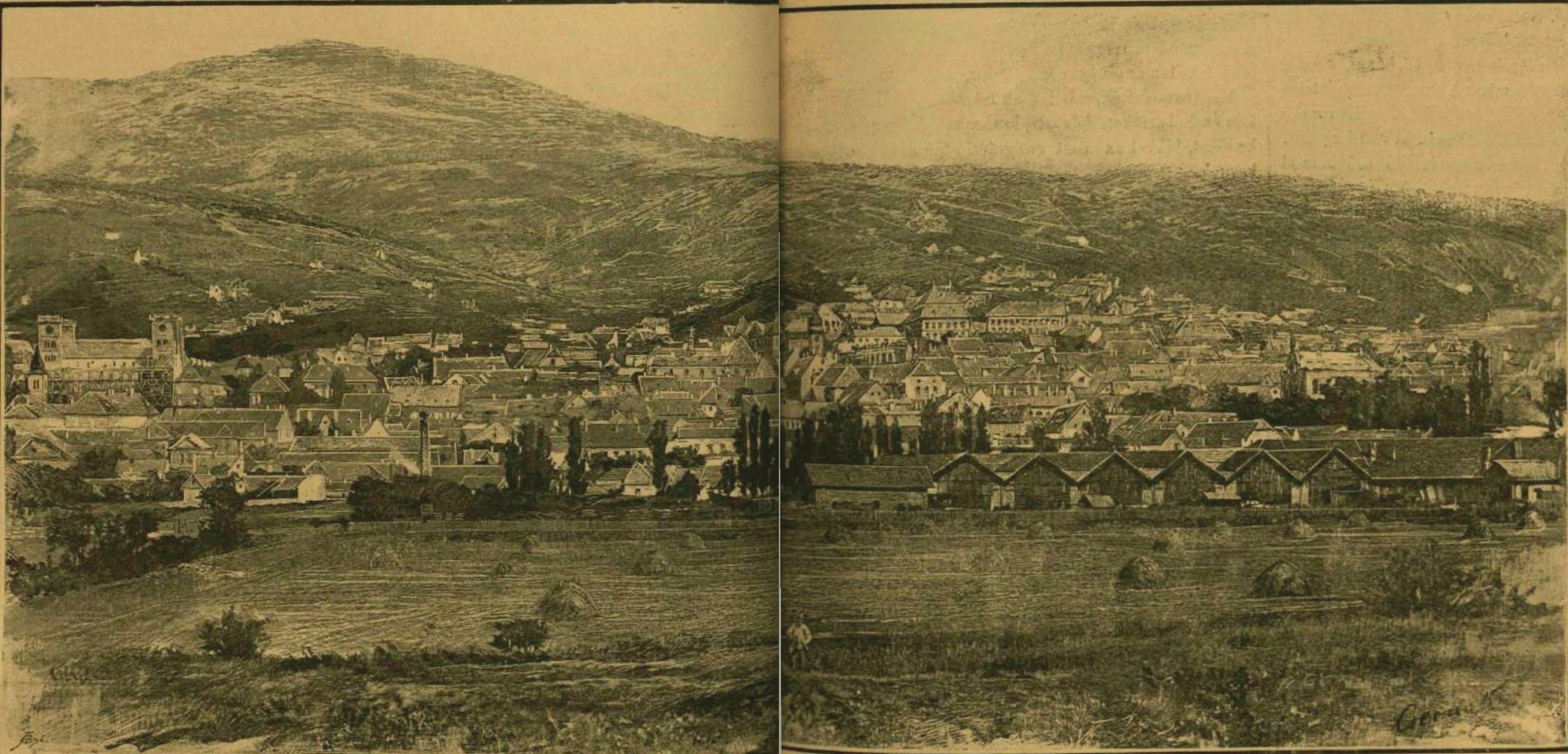
Město v roce 1888.

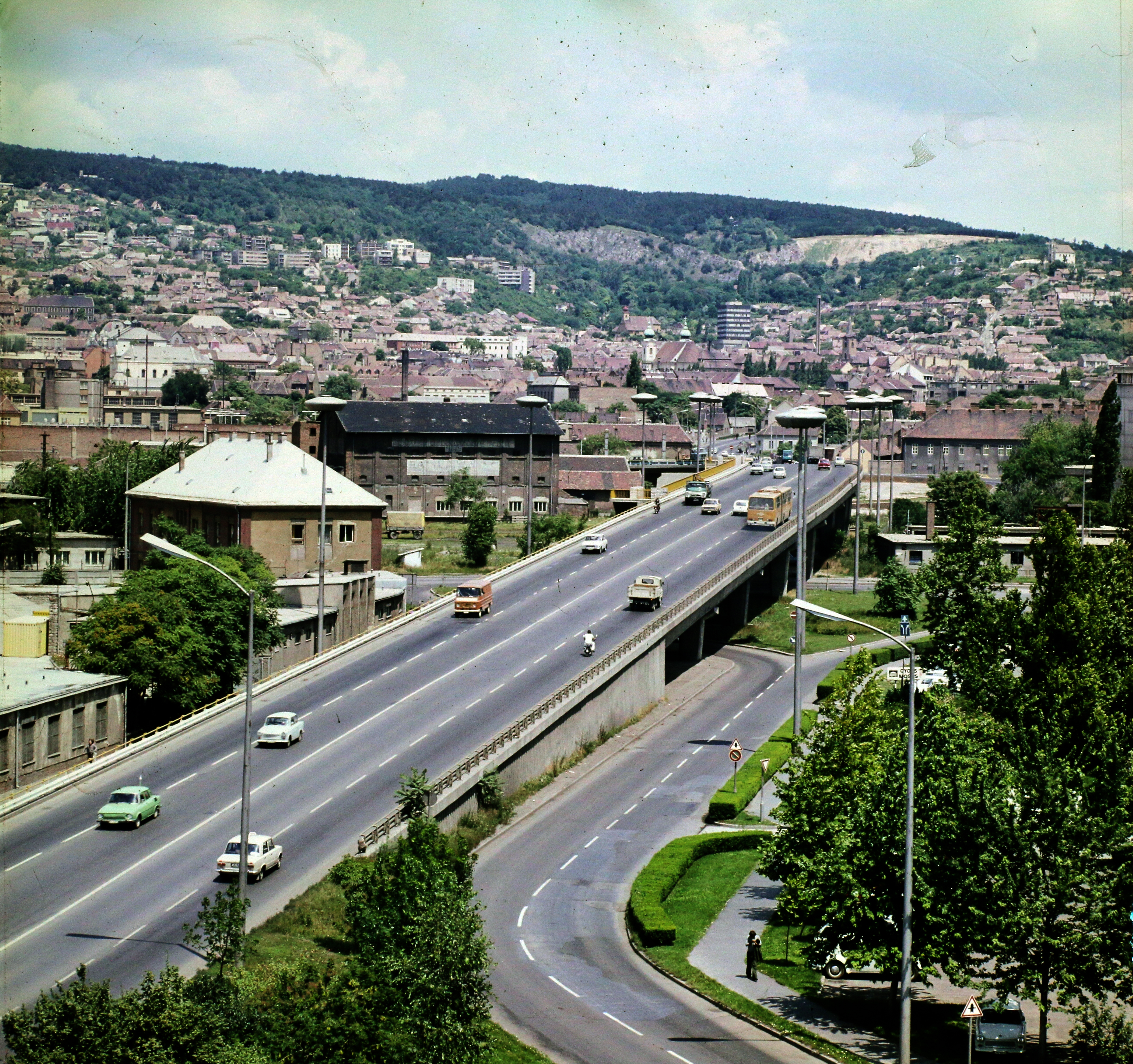
Silniční nadjezd v roce 1982.

V posledním roce první světové války tam došlo ke vzpouře.. V jejím samotném závěru souhlasilo vojenské vedení s ústupem armády na jižní frontě až právě k Pécsi (dne 13. listopadu). Nedlouho poté bylo obsazeno srbskými jednotkami. Tehdejší Jugoslávie měla zájem získat Pécs mimo jiné i kvůli místním zdrojům surovin, nicméně mocnosti  stanovily hranice jinak. Po Trianonské smlouvě, kdy ztratili Maďaři mj. Slovensko, tam byla z Bratislavy přestěhována i Univerzita královny Alžběty. V roce 1920 tam byla vyhlášena Srbsko-maďarská republika Baranya-Baja. Formálně tak učinil patnáctitisícový dav na pécsském náměstí. Po reintegraci města do území Maďarska získala Pécs zcela novou roli regionálního centra. Další větší města jižně od ní se nacházela na území nových států. Došlo ke značnému nárůstu počtu obyvatel. Z ekonomického hlediska však bylo město zasaženo ztrátou značné části původních trhů (a tedy i území). Meziválečná Pécs měla svůj kulturní život, jedním z centrem bylo např. kino Apollo. Dařilo se i místní lázeňské kultuře a oblíbené byly i výlety do okolní přírody, které organizoval místní spolek.
Během druhé světové války nebylo město, na rozdíl od jiných, téměř poškozeno. Stále se rozrůstalo a připojovaly se k němu i okolní obce. Velkou administrativní reformou v 50. letech 20. století se podstatně rozšířily jeho hranice. Maďarská vláda se rozhodla zcela přerušit rozvoj lehkého průmyslu ve městě a nahradit jej průmyslem těžkým, jehož zázemím měly být zejména zdroje uhlí v nedalekém pohoří Mecsek (kde bylo také budováno zcela nové město s názvem Komló). Těžbu uhlí kontroloval prostřednictvím maďarsko-sovětského podniku do jisté míry SSSR. Navíc byla v blízkosti města objevena naleziště uranu, jehož těžba tam posílila hornickou tradici hlubinné (a po druhé světové válce i povrchové) těžby černého uhlí severozápadně od města. S těžbou se začalo v roce 1955. Na jihozápadním okraji Pécsi dokonce vzniklo nové sídliště s názvem Uránváros. Obytné soubory ne nepodobné ostatním ve východní Evropě vznikaly v Pécsi i později, např. sídliště Megyer jižně od středu města.
V roce 1956, po sovětském vpádu, došlo v okolí Pécsi ke střetům, které probíhaly tři týdny. Někteří lidé se skrývali dokonce i v lesích okolo města (v pohoří Mecsek) a připravovali další odpor.
Pro maďarský komunistický režim měla Pécs klíčový význam především pro těžbu uhlí a uranu, a proto tam byla udržována o něco vyšší životní úroveň než ve zbytku státu. Byla tam zřízena i řada nových kulturních institucí, např. knihoven apod.
V 80. letech minulého století tam žilo téměř 180 000 lidí. Okolo roku 1985 se však trend neustálého růstu zvrátil a počet obyvatel města se začal snižovat. A to i přesto, že dle posledního platného územního plánu se předpokládal růst Pécsi až na hranici 300 000 lidí. Značný vliv na tom měl útlum hornictví, ke kterému došlo v průběhu 80. let 20. století v celém Maďarsku. Zatímco v roce 1980 pracovalo v dolech přes třináct tisíc lidí, o deset let později z nich zůstala pouze třetina. Situaci zhoršila krize a rozklad socialistické ekonomiky.

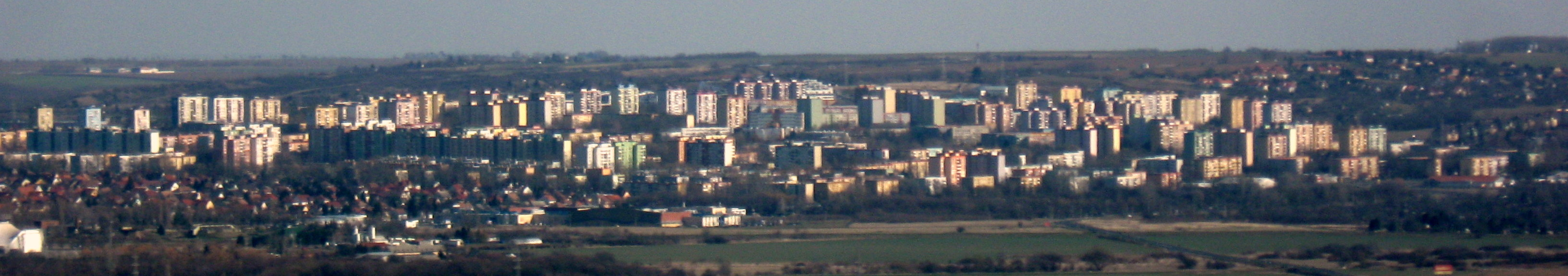
Panelové sídliště Megyer/Megyerváros jižně od Pécsi.

Až do roku 1987 byla Pécs i posádkovým městem; dislokován tam byl 22. mechanizovaný střelecký pluk. Sídlil v kasárnách Bajczy Zsilinského.
Po pádu socialismu byly zrušené některé továrny. Došlo k živelné změně struktury hospodářství města, která nicméně směřovala k rozvoji terciárního sektoru (služeb). Dominantní se ve struktuře místního průmyslu stal průmysl potravinářský. Navíc válka v nedaleké rozpadající se Jugoslávii na čas odradila část turistů. Z válkou zmítané země nicméně Pécs přijala značné množství uprchlíků, za což získala v roce 1998 od UNESCO ocenění Město míru. V té době byly v Pécsi přítomné také jednotky SFOR a NATO, které zajišťovaly logistickou podporu pro operace v Bosně a Hercegovině. První jednotky byly nasazeny do Pécsi koncem roku 1995 a začátkem roku 1996.
Od 90. let 20. století počet obyvatel postupně klesl na 163 000 v roce 2000 a 145 000 v roce 2017. Situaci ovlivnila i ekonomická transformace, vzrůst nezaměstnanosti a také útlum těžby uhlí. Ta byla ukončena roku 2004.
V 90. letech a na přelomu století vznikla ve městě i v jeho okolí nová obchodní centra jako např. Pécs Plaza.
V roce 2010 byla Pécs Evropským hlavním městem kultury. V rámci toho byla rekonstruována řada objektů po celém městě. Modernizována byla dělnická čtvrť okolo porcelánky Zsolnay a také prostor jižně od středu města.

## Politika

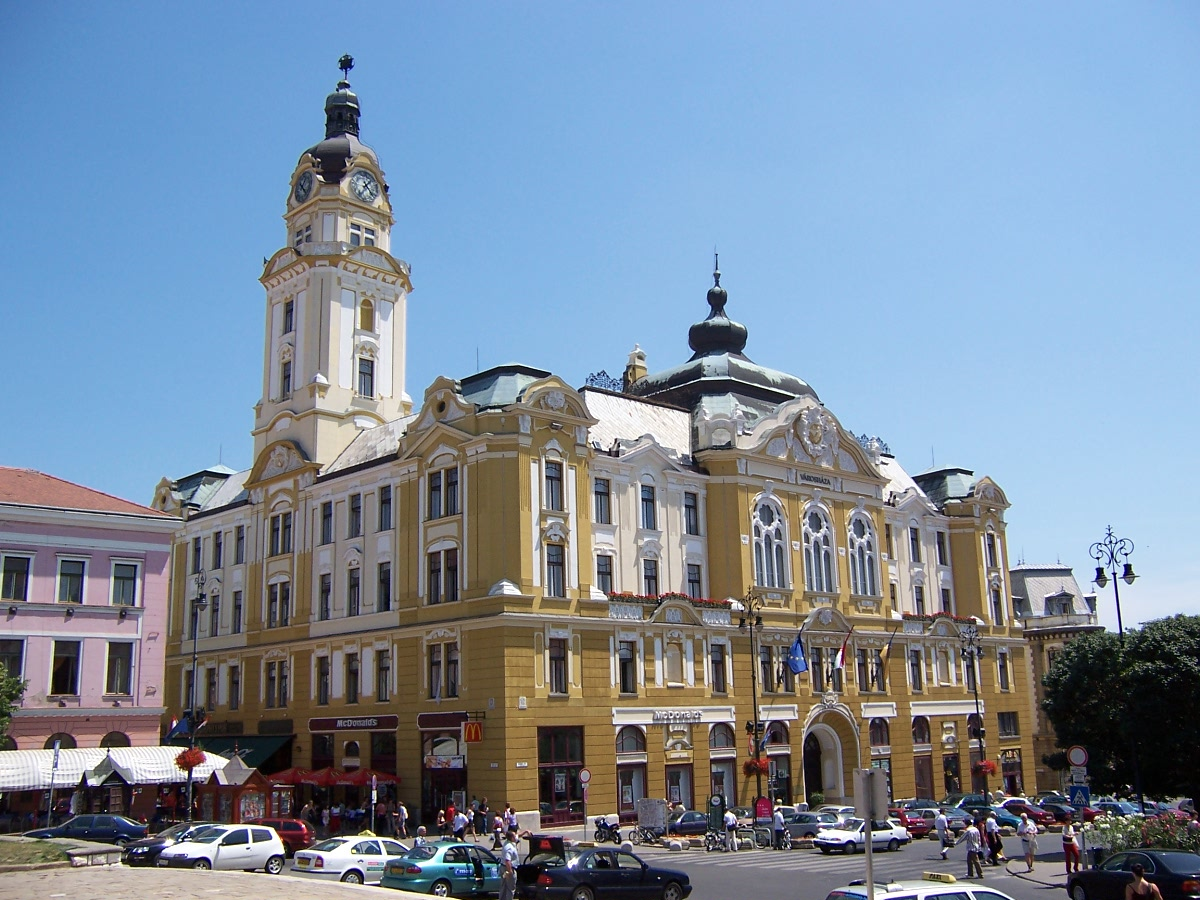
Pécsská radnice.

Zastupitelstvo města Pécs má 27 členů, z nichž 19 drží vládní pravicová strana Fidesz. Jejím členem je i starosta Zsolt Páva, který byl v čele města v letech 1994–1998 a poté od roku 2009. Strana Fidesz v Pécsi začala kriminalizovat bezdomovectví (2014) a v rámci kampaně proti Georgi Sorosovi vyzvala občany, aby nepronajímali žádné prostory nevládní organizaci podporované OSF (2017).

## Obyvatelstvo

### Struktura obyvatelstva
Dle sčítání lidu z roku 2010 tam žilo 157 680 obyvatel, o rok později to bylo 156 094 a v roce 2020 141 843 osob. Cca 40 % obyvatel župy Baranya žije v tomto městě. Přirozený klesající trend počtu obyvatel nicméně do značné míry zbrzďuje i nadále pokračující trend stěhování lidí z venkova do větších měst (tedy i do Pécsi).
Historicky byla Pécs městem s národnostně heterogenním obyvatelstvem. Kromě většinových Maďarů tam žili také Němci a Chorvati. Zhruba čtyři procenta obyvatel města se v posledním sčítání lidu přihlásila k německé národnosti. Pro obě uvedené národnostní menšiny byla Pécs považována za jejich přirozené centrum v rámci Maďarska. Chorvati se usídlili v Pécsi historicky po uprchnutí z Bosny v souvislosti s tureckými vpády, Němci přišli do oblasti v rámci rekolonizace dolních Uher a později se sestěhovali do větších měst.
Ve městě je velký počet vysokoškolských studentů, včetně studentů ze zahraničí.

### Náboženské poměry
Podle údajů ze sčítání lidu z roku 2011 se 49 % obyvatel přihlásilo k náboženské víře. Značná většina (a celkem tedy 39 % ze všech) se hlásí k Římskokatolické církvi. Malé zastoupení mají tradiční nekatolické církve v Maďarsku, ve velmi malé míře jsou rovněž přítomny také pravoslavné církve a židovská komunita, která čítá několik desítek osob. Ještě v roce 1944 žilo v Pécsi asi 3 500 Židů. Po německé okupaci Maďarska a nástupu strany Šípových křížů byli maďarskými úřady nahnáni do ghett a počátkem července 1944 deportováni do vyhlazovacích táborů.

## Ekonomika

### Zemědělství a těžba
O nalezištích uhlí v pohoří Mecsek věděli místní již v 16. století a těžba se tam intenzifikovala ve století devatenáctém. Dnes je zcela utlumena, ačkoliv původní doly existují a daly i název některým okolním částem města (např. Pécsbánya). Do roku 1997 se tak také těžil uran.
Jižně od města se nacházejí rozsáhlá a úrodná pole. V roce 2011 se statisticky jen 5-6 % podniků, které jsou registrovány v Pécsi, věnovalo zemědělství nebo jinému druhu prvovýroby.

### Průmysl

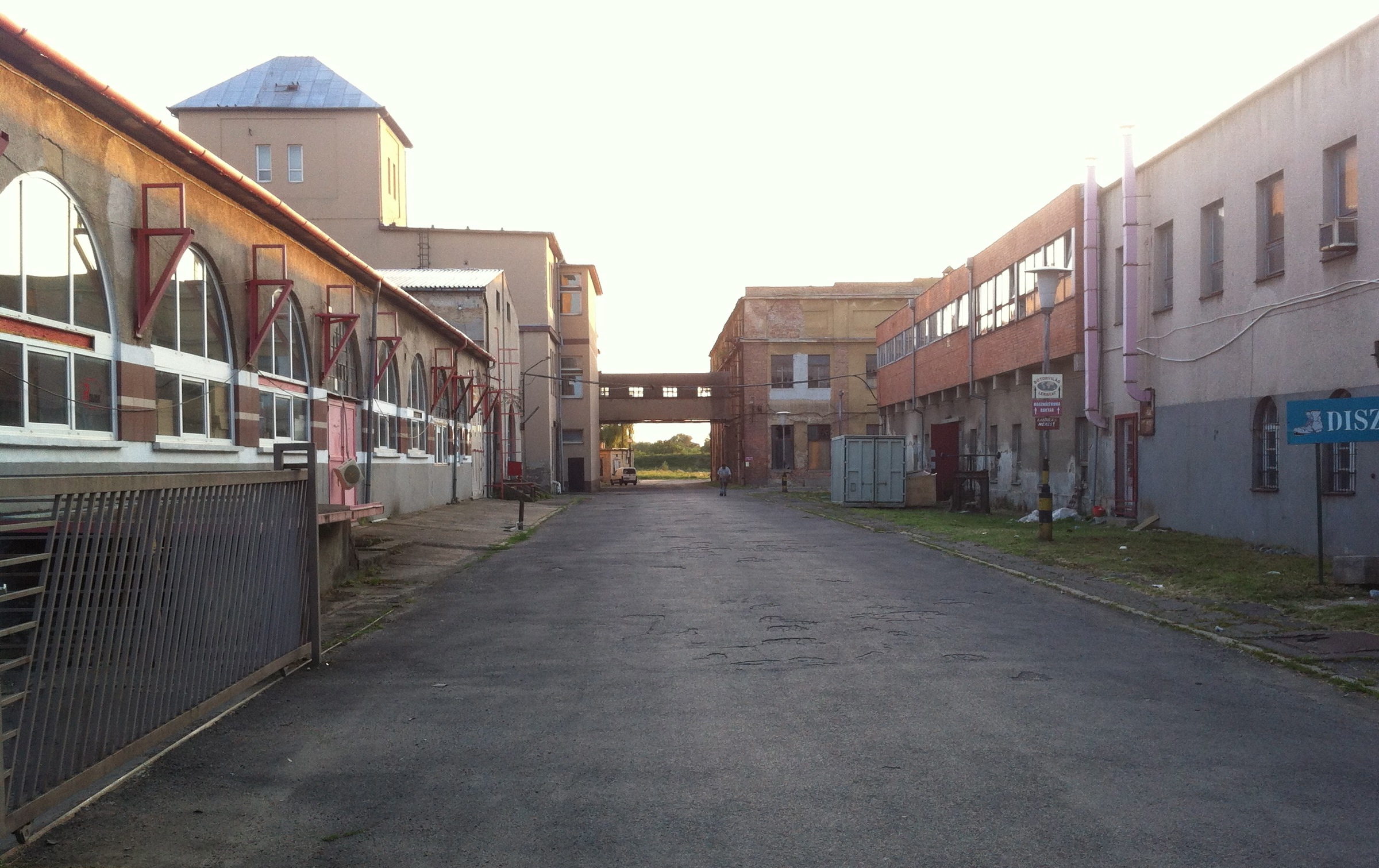
Továrna na kožedělné výrobky, areál v roce 2013.

Tradiční byla výroba keramiky (v již zmíněném závodu Zsolnay) a výroba rukavic. Ve třetí dekádě 21. století byly hlavními oblastmi ekonomiky potravinářský průmysl, dále energetika, výroba průmyslových strojů, obchod, telekomunikace apod. Na území města stojí celkem tři průmyslové zóny (Pannova Industrial Park, Pécsi IndustrialPark a iPark Pécs). Je tam velká továrna tabákového průmyslu, která spadá pod společnost British American Tobacco. Namísto několika velkých firem jsou tam dominantně zastoupeny hlavně malé a střední podniky. Stojí tam také pivovar společnosti Pécsi sörfőzde (Pětikostelský pivovar) vařící pivo Szalon a své logisitcké centrum tam má německá firma Dascher. Dále tam sídlí textilní výrobce Rovitex Hungária, americký výrobce jeřábů Terex, maďarský výrobce nábytků Megyeri Bútor a další.
V roce 2016 byla evidovaná míra nezaměstnanosti 2,6 %. Předpokládá se ale, že bude ve skutečnosti vyšší.

### Energetika
Společnost pro nakládání s odpady a recyklaci s názvem Biokom, což je městská firma, zodpovídá za svoz a recyklaci odpadů po celém městě a okolí. Jsou tam dvě elektrárny na biomasu s výkonem 49,9 MW ze zbytků dřeva a 35 MW z vedlejších zemědělských produktů. Okolo města leží také několik solárních elektráren, které vyrábějí okolo 10 MW elektrické energie za rok.

### Služby

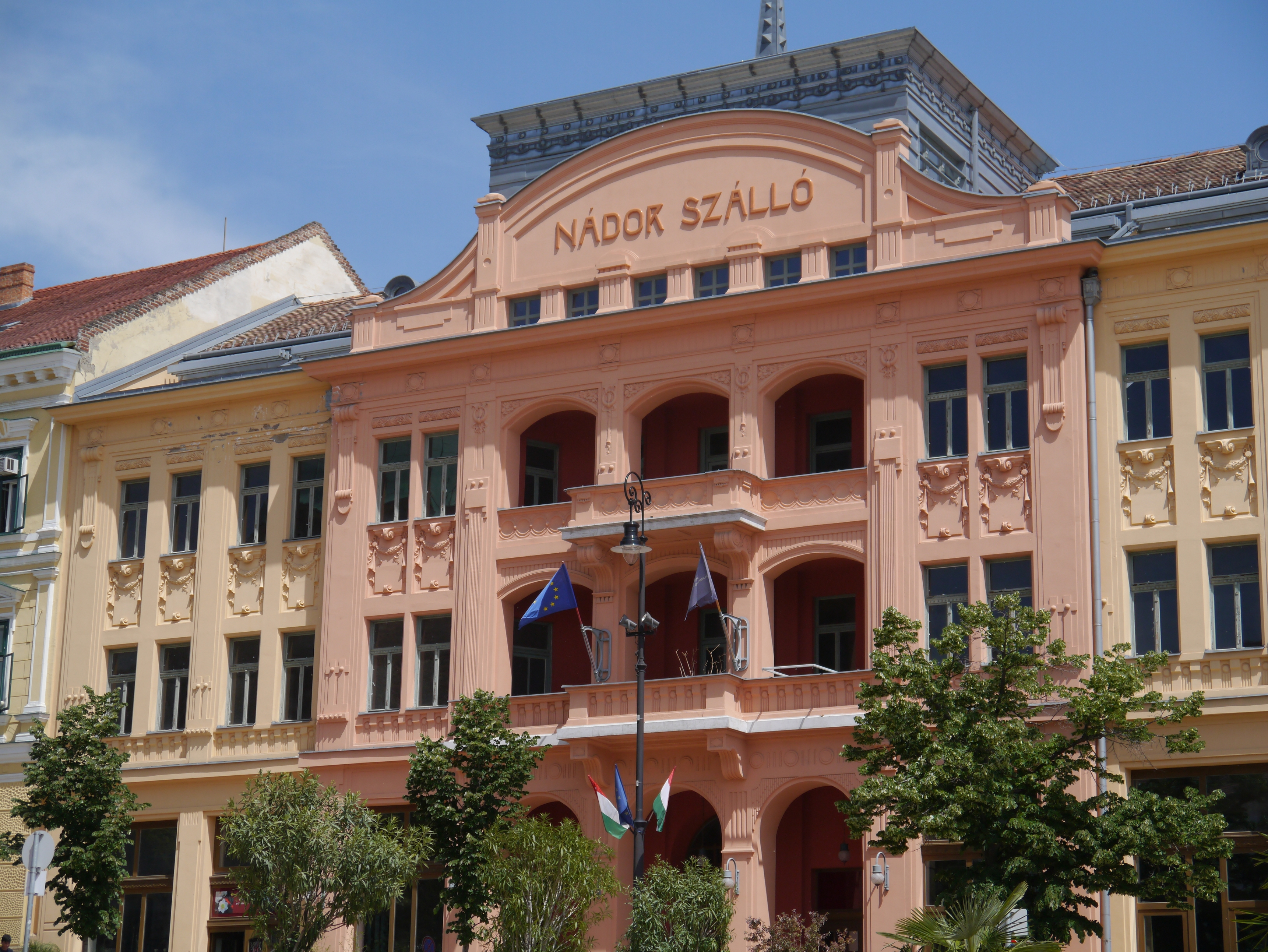
Hotel Nádor Szalló v Pécsi.

Ekonomika Pécsi byla v první polovině 21. století postavena především na službách. V tomto odvětví působí 84 % registrovaných subjektů ve městě.
Svůj význam na ekonomice města má rovněž i turistika. V roce 2012 byla Pécs považována za 16. nejoblíbenější turistická destinace v Maďarsku. V roce 2017 ji navštívilo 120 000 návštěvníků a v roce 2019 bylo uskutečněno přenocování 263 471; turistika se tak postupně stává významným faktorem v ekonomice města. Pécs je jako destinace oblíbená nicméně především mezi návštěvníky ze samotného Maďarska. Turisticky zastoupené měsíce jsou měsíce jarní a podzimní, letní měsíce nejsou tolik oblíbené jako v případě lázeňských destinací v Maďarsku. Od roku 2010 je město Pécs propagováno také mezi turisty ze zemí bývalé Jugoslávie, které jsou blízké.
Výstavní a kongresové centrum Expo Center Pécs má prostory pro mezinárodní výstavy a konference.

## Kultura a pamětihodnosti

### Pamětihodnosti

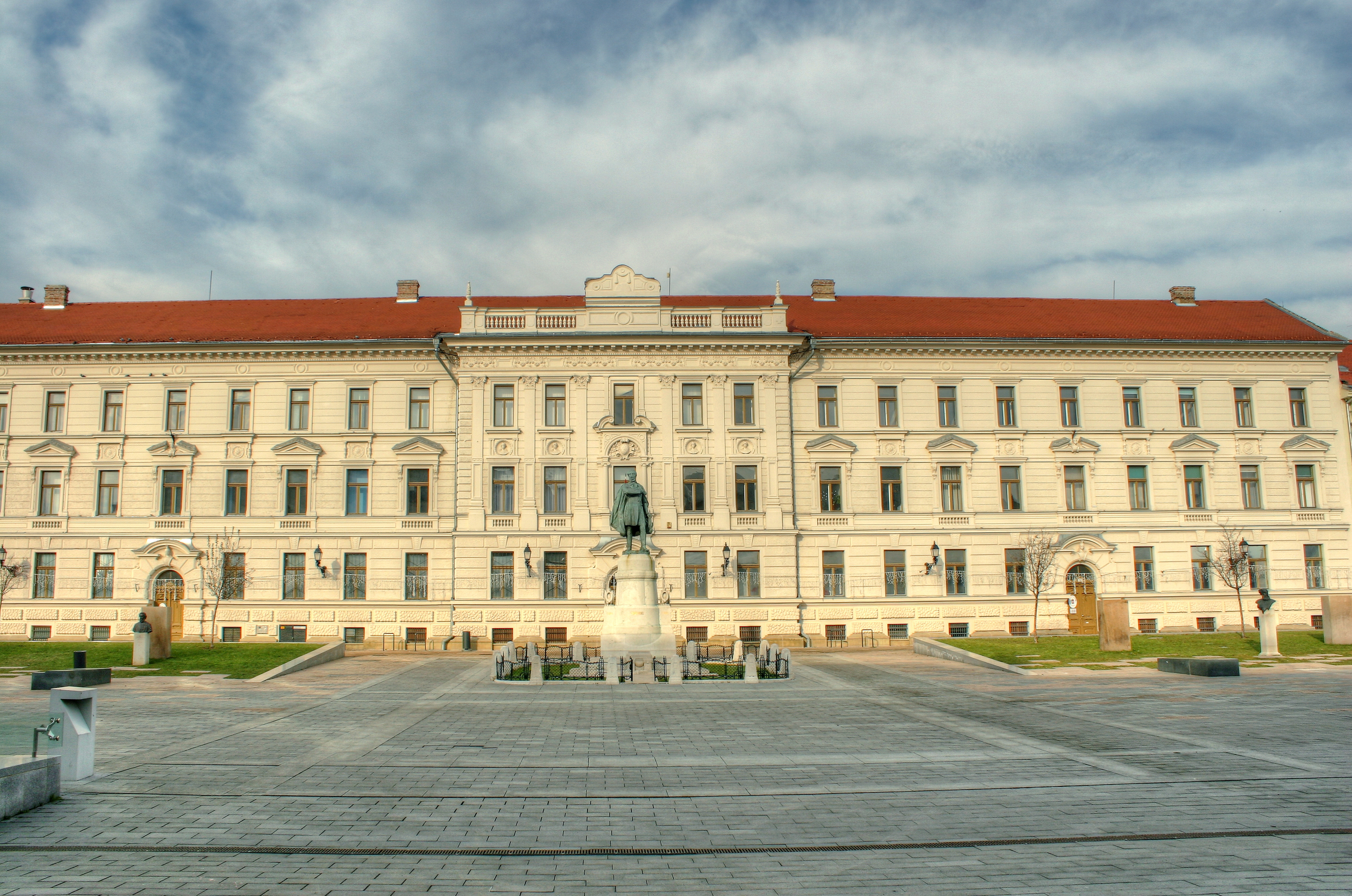
Kossuthovo náměstí v Pécsi.

Pécs je jako město známé v Maďarsku také díky pozůstatkům turecké okupace. Mezi místní pamětihodnosti patří např. katedrála, postavená v 19. století na místě starších a dříve zničených kostelů. Její věž má výšku 60 m. Nedaleko od ní se nachází Biskupský palác (dokončen v roce 1770). Mezi modernější pamětihodnosti v Pécsi patří např. synagoga z roku 1869 nebo poštovní palác (maďarsky Postapalota) v duchu secesní architektury. I ten má střechu, kterou vyrobila porcelánka Zsolnay.
Historicky unikátní stavbou je již zmíněná Mešita Kásima Paši z 16. století, která stojí na Széchenyiho náměstí. Druhou dochovanou stavbou svého druhu je Mešita Yakovalı Hasan Paşi, která je původem z druhé poloviny 16. století. Dnes se v ní nachází muzeum umění z tureckých dob. Nedaleko od města stojí také turbe (hrobka) Baba Irbise.
Z původního městského opevnění do současné doby stojí barbakan, věž s kruhovým půdorysem na západním okraji (u ulice Esze Tamás utca). Dochovala se rovněž část pozdně římského pohřebiště.
Severně od biskupského paláce se nachází Křížový vrch (maďarsky Kálvária domb) s křížovou cestou.
Pohoří Mecsek představuje hlavní oázu zeleně ve městě. Nachází se tam několik navštěvovaných vrcholů (např. Misina s televizní věží). Na jejím úpatí je umístěna i místní zoologická zahrada. Rozsáhlými lesy v pohoří prochází síť značených turistických tras.

### Kulturní instituce
V roce 2010 bylo spolu s Istanbulem město jedním z Evropských měst kultury. Tato skutečnost přinesla pro město řadu jak národních, tak i evropských investic do místních kulturních institucí. Vznikla např. i místní Muzejní ulice (maďarsky Múzeumutca), která propojila kulturní instituce. Ta zahrnuje např. muzeum Zsolnay (s kompletně renovovanou okolní průmyslovou čtvrtí), Muzeum Endre Nemese nebo galerii moderního umění (maďarsky Modern Magyar Képtár). Místní městské muzeum je přes sto let staré.
Mezi kulturní instituce, které se nacházejí v uvedeném jihomaďarském městě, patří také Muzeum současného umění. Řada místních muzeí (první tam bylo založeno roku 1904) spadá pod instituci Janus Pannonius Múzeum (mají návštěvnost cca 200 000 lidí ročně). Své muzeum tam má malíř Tivadar Kosztka Csontváry, zakladatel op-artu a místní rodák Viktor Vasarely a stojí tam rovněž Muzeum Ference Martyna. Od roku 2009 se v Pécsi pravidelně koná muzejní noc.
Městská knihovna tam působí od roku 1960 a od roku 2010 je sloučena s knihovnou župní. V centru města lze nalézt také ještě Knihovnu starého města (maďarsky Belvárosi könyvtár). Biskupský palác jako historická stavba disponuje i rozsáhlou knihovnou. Další místní knihovnou je Knihovna jižního Zadunají. Nejdelší tradici má Klimova knihovna (maďarsky Klimo Könyvtár), která byla založena roku 1774.

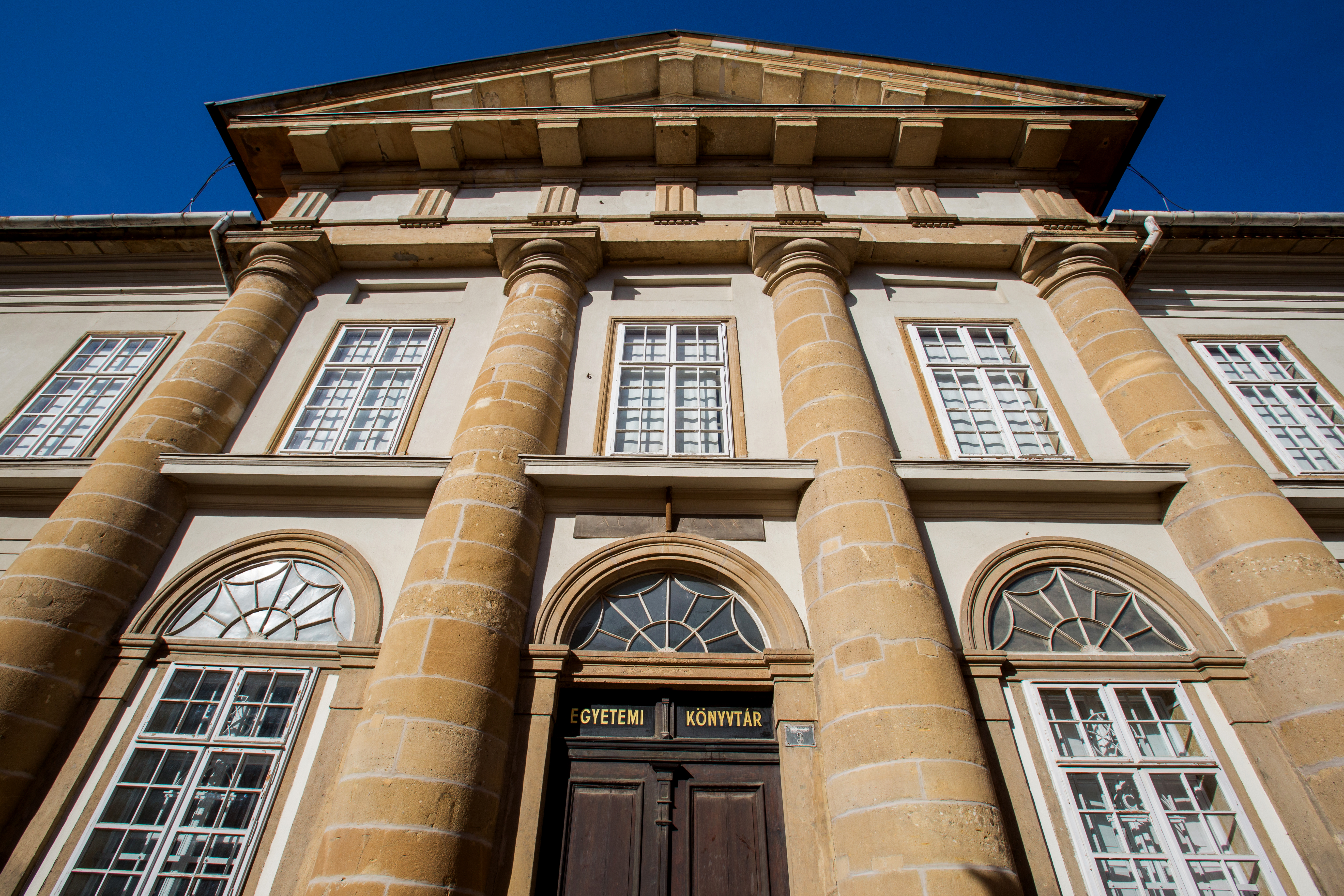
Budova univerzitní knihovny

Ve velkolepé budově tam sídlí i regionální pobočka maďarského národního divadla (v historické budově dle architektů Adolfa Lánga a Antala Steinhardta). Své divadlo tam má chorvatská menšina. Pro děti tam působí loutkové divadlo Bóbita (maďarsky Bóbita Bábszínház) nebo Loutkové divadlo Aigrette.
V Péci lze najít kulturní centrum mládeže (maďarsky Pécsi Ifjúsági Központ).
V blízkosti Pécse je oblíbené výletní místo - vrchol Tettye.

### Kulturní akce
Mezi oblíbené kulturní akce v Pécsi patří např. Univerzitní dny, festival Pécs Bank, Festival světla a Mezinárodní letní bluesový a jazzový festival.
V letech 1988 a 2015 Pécs hostila desátý a devatenáctý ročník festivalu Europa Cantat.

## Doprava
Město je významnou dopravní křižovatkou, nachází se nicméně stranou hlavních dopravních tahů z Budapešti do sousedních zemí.

### Železniční
Pécs má pravidelné železniční spojení s hlavním městem Budapeští. Cesta trvá necelé tři hodiny a vlak urazí 228 km. Vlaky vyjíždí z nádraží Budapest-Keleti pályaudvar a staví ve stanicích Budapest-Kelenföld, Sárbogárd, Dombóvár, Sásd a Szentlörinc. Vlaky IC jsou doplněny spěšnými vlaky, které vyjíždějí ze stanice Budapest-Déli pályaudvar. Na počátku 21. století existovalo spojení s 389 km vzdáleným bosenským Sarajevem (s přímými vozy z Budapešti) a přechodně i spoje do Košic a Vídně; v roce 2017 už žádný z těchto spojů neexistoval. Osobní vlaky spojují Pécs s dalšími městy v jihozápadním a západním Maďarsku a s Balatonem (Moháč, Szombathely, Barcs, Gyékényes, Pusztaszabolcs, Fonyód aj.). V provozu je také přeshraniční vlakové spojení do Chorvatska přes železniční stanici Villány (do měst Beli Manastir, Osijek).
Místní železniční uzel tvoří několik tratí, které ve městě ústí: trať Pusztaszabolcs – Pécs, Gyékényes – Pécs, Pécs – Bátaszék (zrušená). Vlaky tak díky tomu v podstatě městem projíždějí jen západo-východním směrem. Spojení z Budapešti je jednokolejné a je elektrifikované.
Neorenesanční budova hlavního nádraží z roku 1900 je kulturní památkou, navrhl ji architekt Ferenc Pfaff. V blízkosti vrchu Misina v pohoří Mecsek je v provozu dětská železnice (gyermekvasút). Kromě hlavní stanice tam stojí i menší počet zastávek na různých tratích, např. Pécs felső, Pécsújhegy, Pécs-Gyárváros, Pécsbánya-Rendező, Pécs-Külváros

### Silniční

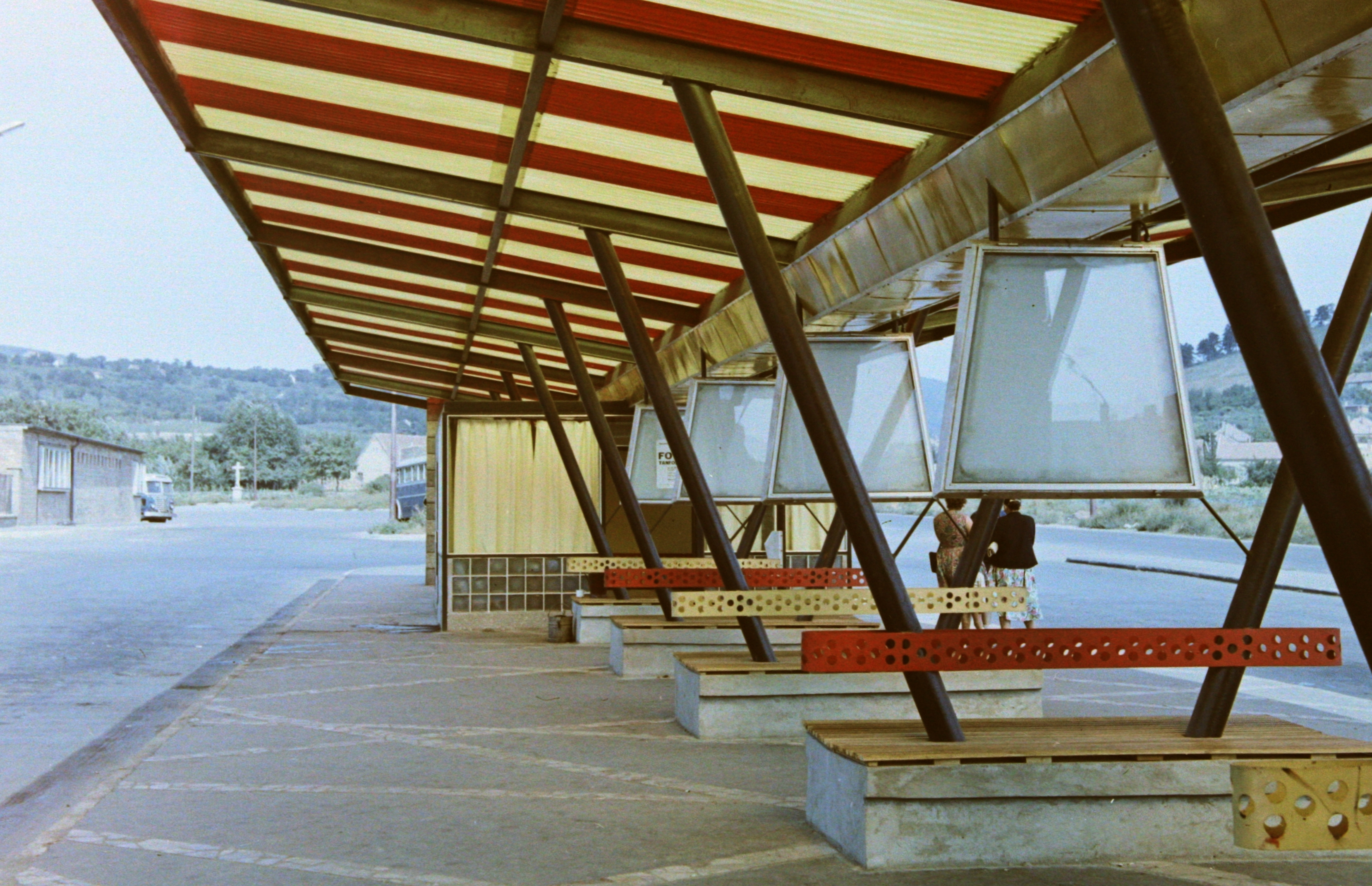
Autobusové stanoviště v lokalitě Uránváros v roce 1963.

Od března 2010 je Pécs napojena na maďarskou dálniční síť dálnicí M60 a dálnicí M6 vedoucí do Budapešti (od roku 2010). Tyto dvě dálnice nahradily silnici I. třídy číslo 6 a dálnice M60 zároveň tvoří jižní obchvat města. Dalšími významnými silnicemi jsou: východním směrem vedoucí silnice č. 6 pokračující na chorvatské hranice u města Barcs, východním směrem vedoucí silnice č. 57 do města Moháč, na sever přes pohoří Mecsek vedoucí silnice č. 66 do města Kaposvár (a dále k Balatonu), na jih vedoucí silnice č. 58 do lázní Harkány a dále do Chorvatska.

### Letecká
Letiště Pécs-Pogány se nachází 9 km jihovýchodně od města a je dostupné po silnici č. 58. Letiště bylo otevřeno roku 2003, má jednu asfaltovou dráhu (16-34) délky 1500 metrů.

### Městská doprava

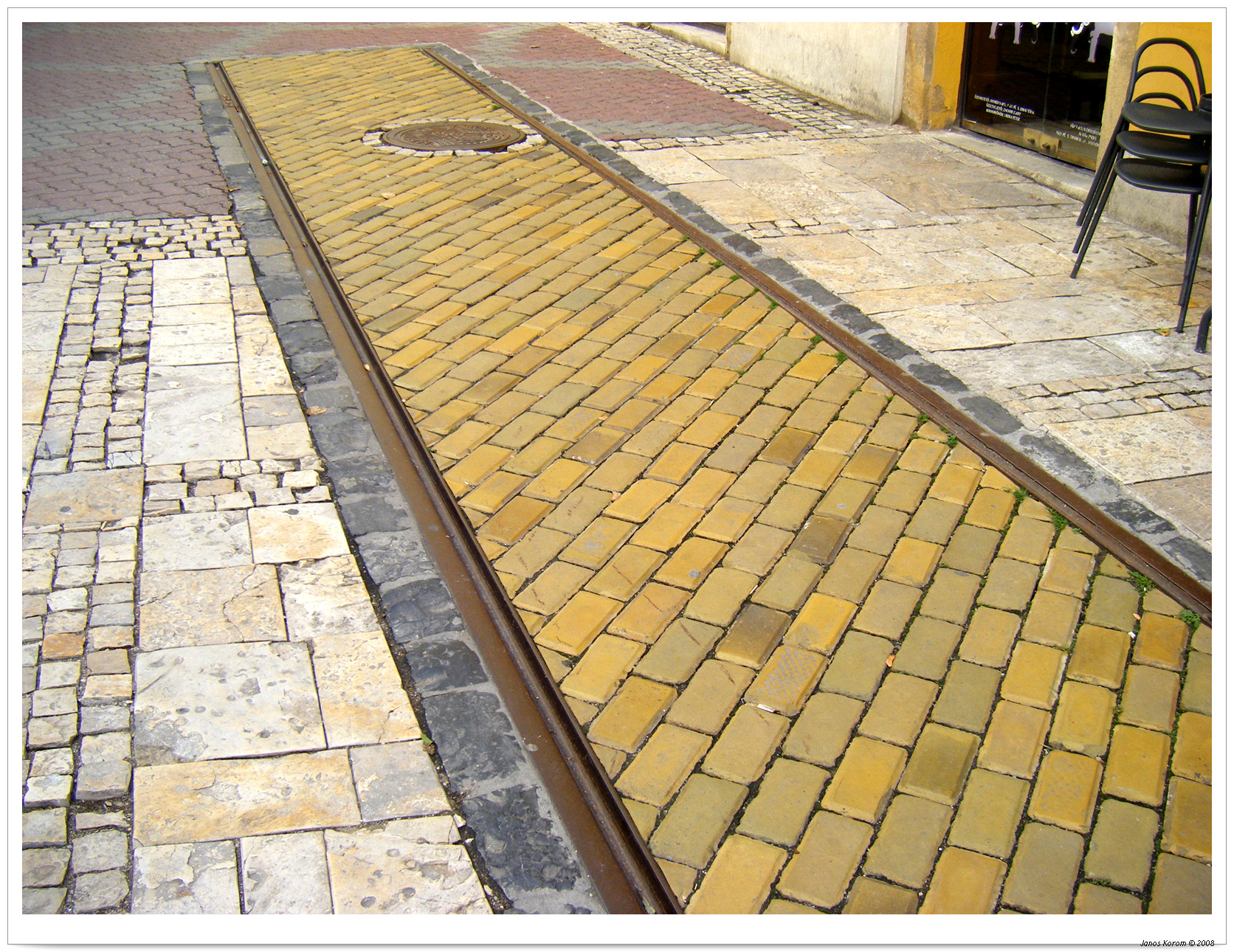
Tramvajové koleje na Jókaiově náměstí v Pécsi jako památka na zaniklý tramvajový provoz.

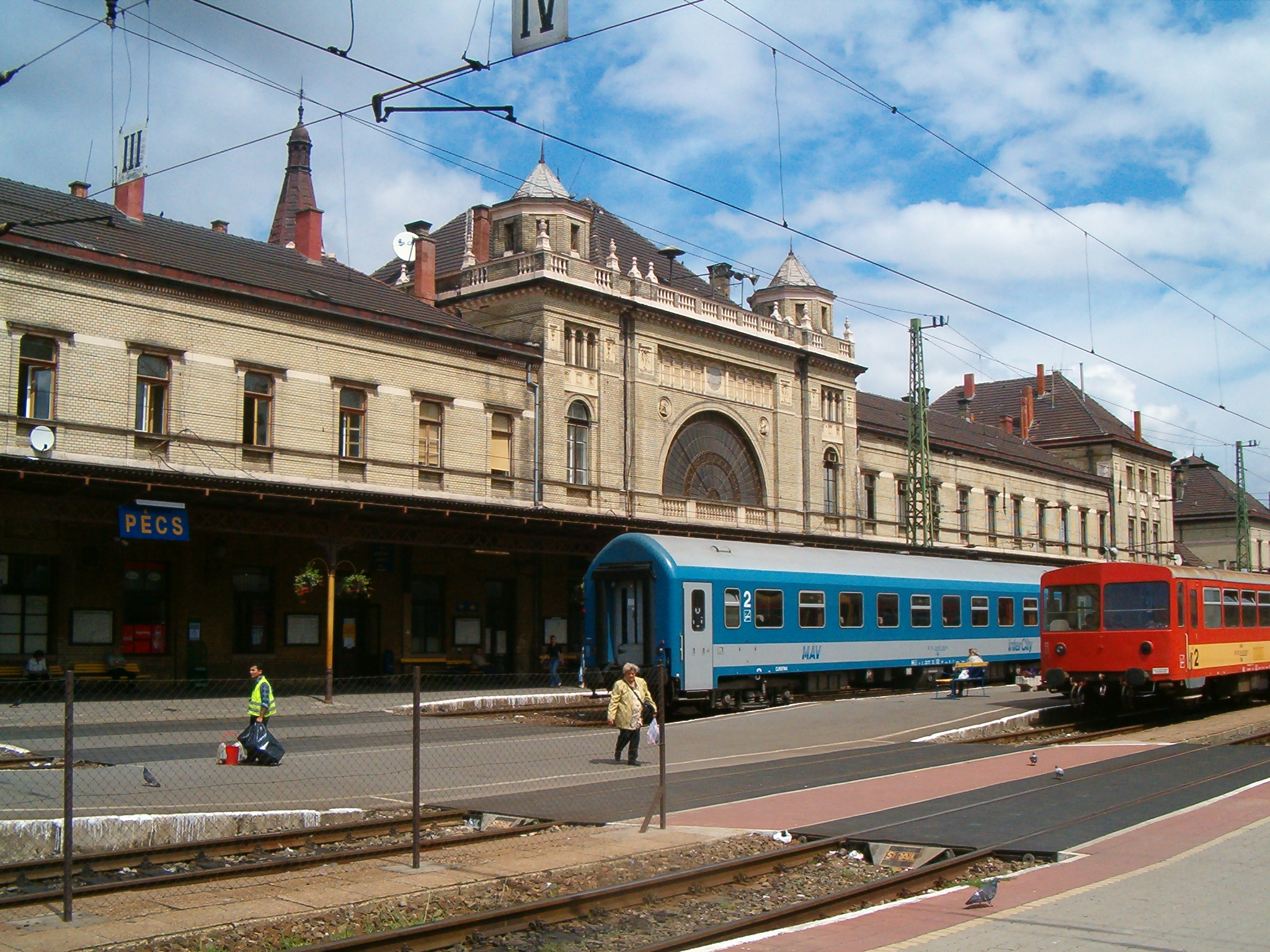
Hlavní nádraží.

Městská hromadná doprava je v Pécsi v současnosti zajišťována pouze autobusy. V minulosti však byly ve městě v provozu tři tramvajové linky. První tramvajová trať byla zprovozněna roku 20. října 1913. Tramvajová doprava byla provozována na následujících linkách:
- Zsolnay gyár – Főpályaudvar,
- Budai külvárosi pályaudvar – Hadapród iskola,
- Zsolnay gyár – Hadapród iskola

Tramvajová doprava byla ve městě zrušena ke dni 31. srpna 1960. V současné době se opět uvažuje o zavedení tramvajové dopravy.
První autobusová linka byla zprovozněna 19. srpna 1926 s autobusy Renault. Velký rozvoj autobusové dopravy nastal po druhé světové válce a především po zrušení tramvajové dopravy.
Městskou hromadnou dopravu ve městě zajišťuje společnost Pécsi Közlekedési Rt., která provozuje autobusy značek Ikarus a Mercedes. V roce 2020 byly mezi místní autobusy zařazeny i první elektrobusy.

## Školství
Pécs je univerzitní město, ve kterém studuje 34 000 studentů. Několik tisíc z nich jsou zahraniční studenti. Místní univerzita byla založena roku 1367 jako jedna z nejstarších v regionu, nicméně kolem roku 1390 zanikla a obnovena byla až ve 20. století.
Pécsské mateřské školy měly na počátku 21. století celkem 4 585 míst v 10 školkách, celkový počet žáků základních a středních škol činil 24 182 (včetně víceúčelových zařízení).
Kromě univerzity tam působí také Biskupská vysoká škola religionistiky v Pécsi.
Pécs je domovem první maďarské středoškolské vzdělávací instituce speciálně pro Romy, Gándhího střední školy.

## Sport
Místní fotbalový tým Mecsek FC hraje v třetí nejvyšší maďarské lize. Mezi známé sportovní kluby v Pécsi patří dále basketbalový tým Pécs VSK (PVSK-Panthers) a ženský basketbalový tým PEAC-Pécs. Dříve nejúspěšnějším týmem 90. a první dekády 21. století byl jako jedenáctinásobný mistr Maďarska Mizo Pécs 2010.
Mužská i ženská házená má ve městě zastoupení na úrovni druhé ligy. V roce 1995 bylo ve městě založeno první univerzální volnočasové a tenisové centrum. V květnu 2009 bylo otevřeno městské centrum PVTC (Pécs City Tennis Club), které zahrnuje deset venkovních a čtyři kryté tenisové hřiště. V roce 2009 bylo také otevřeno první badmintonové centrum v zemi, Multi Alarm SE Badminton Centre.

## Osobnosti
- Janus Pannonius (1434–1472), uherský humanista, latinsky píšící básník, diplomat a pécsský biskup, chorvatský bán
- Victor Vasarely[53] (1908–1997), francouzský malíř maďarského původu
- Kató Lombová (1909–2003), tlumočnice, překladatelka, „jazykový génius“
- László Sólyom (* 1942), bývalý prezident Maďarska
- Tvrtko Vujity (* 1972), reportér a spisovatel
- Marcel Breuer (1902–1981), architekt a designér
- Zoltán Gera (* 1979), fotbalista
- Pál Dárdai (* 1976), fotbalista
- János Horvay, sochař
- Dezső Lauber, sportovec a architekt
- İbrahim Peçevi, turecký historik a kronikář
- Joe Rudán, zpěvák
- Béla Tarr (* 1955), režisér a scenárista
- Aurél Tillai, hudební skladatel
- Zlatko Prica, malíř
- Sigismund Ernuszt Čakovečki, biskup
- Juraj Klimović, biskup
- Branko Filaković, básník
- Ernest Barić, učitel chorvatského jazyka v Maďarsku
- Ivan Kapistran Adamović, podnikatel
- Petar Dobrović, srbský malíř
- József Angster (1834–1918), výrobce hudebních nástrojů
- Leo Connard (1860–1931), rakouský divadelní a filmový herec
- Adam Deutsch (1907–1976), biolog, lékař a vysokoškolský pedagog
- András Dienes (* 1974), fotbalista
- Ferdinand Dorsch (1875–1938), malíř a grafik
- Leó Festetics (1800-1884), maďarský skladatel, narozen v Pécs
- István Nemere (1944-), autor sci-fi a esperantista, narozen v Pécsi

## Partnerská města
Pécs má celkem 14 sesterských měst:
- Lahti, Finsko (1956)
- Osijek, Chorvatsko (1973)
- Kütahya, Turecko (1981)
- Fellbach, Německo (1986)
- Štýrský Hradec, Rakousko (1989)
- Kluž, Rumunsko (1990)
- Seattle, Spojené státy americké (1991)
- Tucson, Spojené státy americké (1992)
- Terracina, Itálie (1996)
- Lyon, Francie (1998)
- Arad, Rumunsko (2000)
- Novi Sad, Srbsko (2009)
- Šíráz, Írán (2015)
- Istanbul, Turecko (2018)

Partnerství udržuje s celkem 7 městy:
- Krakov, Polsko
- Olomouc, Česko
- Sliven, Bulharsko
- Samobor, Chorvatsko
- Tuzla, Bosna a Hercegovina
- Aix-en-Provence, Francie
- Namur, Belgie